# Morley (cigarette)
Pour les articles homonymes, voir Morley.
Morley est une marque fictive de cigarette, dont le nom est supposément tiré de la prononciation anglaise raccourcie des cigarettes Marlboro, les marleys. Cette marque est apparue dans divers films de télévision et de cinéma, séries télévisées, et jeux vidéo.
Son apparition dans plusieurs films et séries s'explique par le fait qu'un fournisseur d'objets factices propose cette marque. Les régisseurs d'Hollywood ont l'obligation de ne pas faire de publicité cachée pour une marque de cigarettes existante. Il est donc normal de retrouver la même fausse marque : cela indique simplement qu'ils ont utilisé le même fournisseur d'objets factices (en l'occurrence The Earl Hays Press) sans que ce soit une référence à un autre film.
Bien que cette marque fictive existait bien avant, elle a été popularisée par la série X-Files, car elles étaient fumées par le personnage récurrent de l'Homme à la cigarette. Plus particulièrement, la marque est devenue le point central de l'épisode Nicotine (épisode 18, saison 7).

## Liste des apparitions

### Cinéma
- Action ou Vérité : scène d'introduction du film de 2018. Une fille « possédée » demande un paquet de Morley au vendeur.
- El Camino : Un film Breaking Bad : sorti en 2019, lorsque Jesse Pinkman ouvre la boîte à gants et y trouve un paquet de Morley à côté d'un 9 mm.
- In the Shadow of the Moon : scène madame Nowak, paquet sur la table.
- Mafia parano : film américain d’Eric Blakeney (2000) avec Liam Neeson.
- Psychose d'Alfred Hitchcock, sorti en 1960 (première apparition[4],[5])
- Spy Game : Jeu d'espions : Robert Redford dans le rôle d'un agent de la CIA pose le paquet de Morley sur le bureau pour faire diversion.
- Un jour, peut-être : c'est la marque de cigarettes que fume Will Hayes.
- Under the Silver Lake : scène d'introduction du film de 2018. Le personnage de Sam en fume une sur son balcon en regardant Sarah sur le bord de la piscine avec ses jumelles.

### Fictions télévisées
- American Horror Story : saison 1, épisode 11. Violet fume une Morley à 9 min 19 s de l'épisode.
- Au-delà du réel : L'aventure continue : saison 7 épisode 2 : un homme tient des cartouches de Morley
- Beverly Hills 90210 : saison 3, épisode 8 : Brenda le fait tomber de sa poche.
- Blacklist : saison 6, épisode 13 : Levy, le responsable de Samar au sein du Mossad pose un paquet sur une table
- Burn Notice : saison 3, épisode 16 : la mère de Michael Westen, Madeline, en fume pratiquement à chacune de ses apparitions.
- Californication : saison 5, épisode 4 : le paquet de cigarettes sur la table basse, au début de l'épisode ; saison 7, épisode 2 : Une cartouche en arrière-plan sur un bureau.
- Esprit criminel : saison 2, épisode 7, La Règle des trois[6]
- Fastlane : le lieutenant Chambers fume cette marque dans l'épisode 5.
- Urgences : saison 8, épisode 11 : paquet trouvé par Mark Greene dans le sac de sa fille Rachel.
- Harry Bosch : saison 6 épisode 4 : Elizabeth Clayton (mère de Daisy Clayton) fume dans sa cuisine
- Le Diable et moi : la nouvelle hôtesse d’accueil fume cette marque dans l'épisode 13 de la saison 2.
- Malcolm : saison 1, épisode 10 : la mère de Malcolm en retrouve un paquet ; saison 4, épisode 19 : la marque de cigarette du nouvel ami de Malcolm, joueur d'échec.
- Mannix : saison 1, épisode 15 (Falling Star) : Joe Mannix (Mike Connors) fume cette marque de cigarettes ; le paquet ne ressemble pas au paquet de Marlboro, mais la marque Morley y figure en gros.
- Médium : saison 2, épisode 5 : Lyla, amie d'enfance d'Alisson Dubois, tient un paquet de Morley dans sa bouche au bar.
- Prison Break : saison 2 épisode 11 : T-Bag prend une cigarette dans un paquet de Morley's
- Saving Grace : saison 2, épisode 4 : Grace emprunte une Morley à un jeune skateur.
- Shameless : marque de cigarettes fumée par Phillip Gallagher tout au long de la série.
- Special Unit 2 : saison 2, épisode 1
- That '70s Show (Saison 2) : la marque de cigarette que doit fumer Eric Forman.
- The Middle : saison 3 épisode 13 : Franky offre une cartouche à tante Eddy au début de l'épisode
- The Strain : saison 1, épisode 11 : la mère de Mia, atteinte de la maladie d'Alzheimer, fume des Morley.
- The Walking Dead : saison 2, épisode 3 : Dale, sur le toit du camping-car. Paquet ressemblant à un paquet de Marlboro ; saison 5, épisode 6 : Daryl trouve un paquet près de Noah ; saison 6 épisode 2 : Carol ramasse un paquet à côté d'un cadavre ; saison 7, épisode 11 : Dwight sort ses bagues de fiançailles et sa dernière cigarette d'un paquet de Morley.
- Tout le monde déteste Chris : saison 4, épisode 18 : Rochelle Lee (la mère de Chris) les fume en cachette.
- Twin Peaks : saison 3 épisode 5 : un jeune homme offre un paquet dans le Bang Bang Bar.
- 24 heures chrono : saison 8, épisode 6 : Jack Bauer se fait passer pour un acheteur allemand et fume une Morley Light.
- Warehouse 13 : saison 4, épisode 9 : au début de l'épisode, un paquet de Morley traîne sur la grande table de la bibliothèque secrète du Vatican.
- X-Files : l'homme à la cigarette fume cette marque dès l'épisode pilote de la série, tout comme plus tard, l'agent Reyes.
- Cold Case : Affaires classées : saison 1, épisode 22 : scène de l'interrogatoire du soldat Jerry Kasher, la cigarette finie de se consumer entre ses doigts, et l'on voit le paquet de cigarettes.
- Yellowstone : Saison 5, épisode 6 : scène ou Rip emmène Beth découvrir un endroit dans les montagnes et ou elle demande une cigarette et Rip lui sort son paquet de Morley et lui en donne une.

### Autres médias
- Cyberpunk 2077 : il est possible de ramasser des cigarettes Morley dans l'environnement du jeu, la marque étant visible dans l'inventaire.
- Gone Home : dans le jeu vidéo, on en trouve un paquet dans les affaires de Sam.